# 대한민국의 식품의약품안전처 차장
식품의약품안전처 차장(食品醫藥品安全處 次長)은 처장을 보좌하는 직위로, 고위공무원단 가등급에 속하는 일반직공무원으로 보한다.

## 임명
- 식품의약품안전처 차장은 대통령이 임명한다.

## 역할
- 식품의약품안전처 차장은 처장을 보좌하여 소관사무를 처리하고 소속공무원을 지휘·감독하며, 처장이 사고로 직무를 수행할 수 없으면 그 직무를 대행한다.

## 역대 차장

### 식품의약품안전청 차장
| 정부        | 대수 | 이름           | 임기                             | 비고 |
| ----------- | ---- | -------------- | -------------------------------- | ---- |
| 김대중 정부 | 초대 | 김희선(金熙鮮) | 1998년 3월 25일~1999년 6월 26일  |      |
| 김대중 정부 | 2대  | 박정구(朴正求) | 1999년 6월 26일~2002년 4월 18일  |      |
| 김대중 정부 | 3대  | 이형주(李亨柱) | 2002년 4월 18일~2003년 4월 11일  |      |
| 노무현 정부 | 4대  | 정연찬(鄭淵贊) | 2003년 4월 30일~2004년 9월 3일   |      |
| 노무현 정부 | 5대  | 변철식(邊哲植) | 2004년 10월 18일~2005년 8월 19일 |      |
| 노무현 정부 | 6대  | 김명현(金明炫) | 2005년 9월 6일~2007년 6월 21일   |      |
| 노무현 정부 | 7대  | 문병우(文炳佑) | 2007년 7월 24일~2008년 3월 30일  |      |
| 이명박 정부 | 8대  | 이상용(李相龍) | 2008년 3월 31일~2010년 5월 20일  |      |
| 이명박 정부 | 9대  | 이희성(李熙成) | 2010년 5월 20일~2011년 12월 30일 |      |
| 이명박 정부 | 10대 | 김승희(金承禧) | 2011년 12월 30일~2013년 4월 17일 |      |

### 식품의약품안전처 차장
| 정부        | 대수 | 이름           | 임기                             | 비고 |
| ----------- | ---- | -------------- | -------------------------------- | ---- |
| 박근혜 정부 | 초대 | 장병원(張炳元) | 2013년 4월 19일~2014년 12월 6일  |      |
| 박근혜 정부 | 2대  | 장기윤(張基允) | 2014년 12월 8일~2015년 10월 21일 |      |
| 박근혜 정부 | 3대  | 손문기(孫文基) | 2015년 10월 24일~2016년 3월 25일 |      |
| 박근혜 정부 | 4대  | 유무영(劉務映) | 2016년 5월 10일~2017년 8월 7일   |      |
| 문재인 정부 | 5대  | 최성락         | 2017년 8월 20일~2019년 12월 16일 |      |
| 문재인 정부 | 6대  | 양진영         | 2020년 1월 22일~2021년 3월 31일  |      |
| 문재인 정부 | 7대  | 김진석         | 2021년 4월 1일~2022년 6월 11일   |      |
| 윤석열 정부 | 8대  | 권오상(權五祥) | 2022년 8월 9일~2023년 9월 27일   |      |
| 윤석열 정부 | 9대  | 김유미         | 2023년 9월 28일~                 |      |

## 같이 보기
- 식품의약품안전처
- 식품의약품안전처장